# Sporophila falcirostris
El semillero picudo, corbatita picudo o espiguero de Temminck (Sporophila falcirostris) es una especie de ave paseriforme de la familia Thraupidae perteneciente al numeroso género Sporophila. Es nativo del este de América del Sur.

## Distribución y hábitat y
Se distribuye de forma disjuta; en el sureste de Brasil, en el sur de Bahía y desde Espírito Santo y Minas Gerais hacia el sur por una franja litoral hasta el sur de Santa Catarina; y en el este y sur de Paraguay y extremo noreste de Argentina (Misiones).
Esta especie es poco común o rara, y aparentemente nómada, en su hábitat natural: el estrato bajo y los bordes de selvas húmedas y montanas de la Mata Atlántica, generalmente asociada a la florescencia de bambuzales, cuando puede ser temporariamente más numerosa; hasta los 1200 m de altitud.

## Estado de conservación
El semillero picudo ha sido calificado como vulnerable por la Unión Internacional para la Conservación de la Naturaleza (IUCN) debido a que su pequeña población, estimada entre 2500 y 10 000 individuos maduros, se presume estar en rápida decadencia como resultado de la pérdida de hábitat, exacerbado por su nomadismo y su dependencia de la floración del bambú.

## Descripción
Mide aproximadamente 11 cm de longitud. El macho tiene la cabeza, el dorso, las alas y la cola de un color gris azulado, pecho y abdomen de un color blancuzco y una mancha blanca en cada una de las alas. La hembra es predominantemente parda, con el pico oscuro.

## Alimentación
Se alimenta especialmente de semillas que las encuentra en los arbustos y las plantas.

## Sistemática

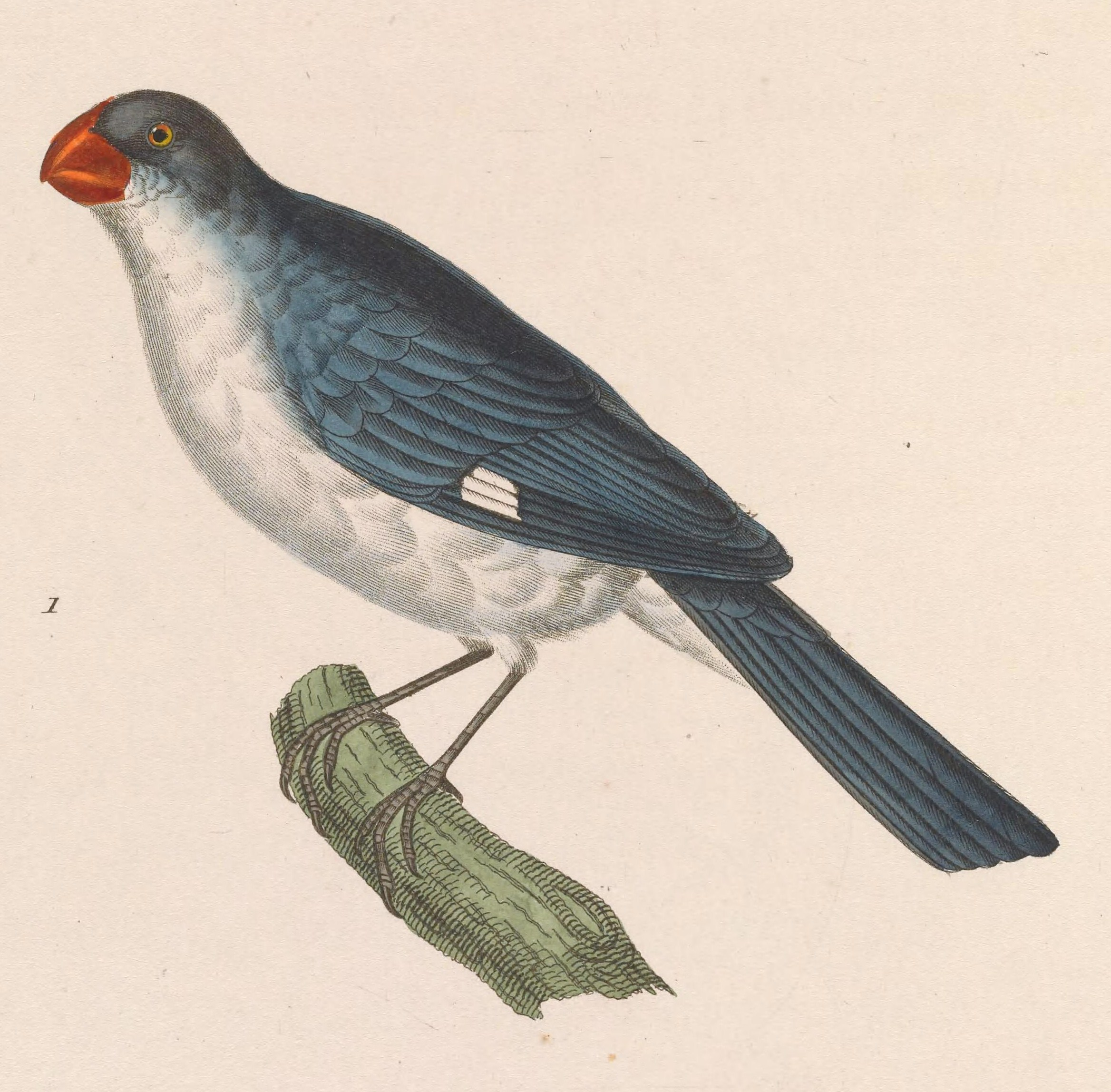
Pyrrhula falcirostris, ilustración de Huet le Jeune y Prêtre en Temminck Nouveau recueil de planches coloriées d'oiseaux, 1838.

### Descripción original
La especie S. falcirostris fue descrita por primera vez por el naturalista neerlandés Coenraad Jacob Temminck en 1820 bajo el nombre científico Pyrrhula falcirostris; su localidad tipo es: «Brasil».

### Etimología
El nombre genérico femenino Sporophila es una combinación de las palabras del griego «sporos»: semilla, y  «philos»: amante; y el nombre de la especie «falcirostris» se compone de las palabras del latín  «falx, falcis»: hoz, y «rostris»: de pico.

### Taxonomía
Es monotípica. Los datos presentados por los amplios estudios filogenéticos recientes demostraron que la presente especie es hermana de Sporophila schistacea, y el par formado por ambas es próximo de un clado integrado por S. plumbea y S. albogularis + S. collaris.